# 朴貞彬
朴貞彬（Park Jung-Bin，1994年2月22日—）是韓國的職業足球運動員，司職翼鋒 / 攻擊中場，現效力於韓國K聯賽1FC首爾。

## 外部連結
- fussballdaten.de：Park Jung-Bin之統計數據 （德文）